# Chotjemlja
Chotjemlja (ryska: Хочемля) är ett vattendrag i Belarus.   Det ligger i voblasten Homels voblast, i den östra delen av landet, 260 km sydost om huvudstaden Minsk.
Omgivningarna runt Chotjemlja är en mosaik av jordbruksmark och naturlig växtlighet. Runt Chotjemlja är det tätbefolkat, med 257 invånare per kvadratkilometer.